# Corse a perdicuore
Corse a perdicuore è un film italiano del 1980 diretto da Mario Garriba.

## Trama
In una Trieste ritratta ai tempi del boom economico, lo stralunato Antonio passa le giornate rincorrendo una ragazza.

## Produzione
Il film è stato girato in esterni a Trieste.